# Naïf (Naïf Hérin)
Naïf è il secondo album della cantante Naïf Hérin, pubblicato nel 2005 dalla casa discografica People Music e registrato presso il Didde Studio di Besate, (MI).

## Tracce
1. Bonne Nuit – 3:29 (Naïf Hérin)
2. Anime Gemelle – 3:07 (Naïf Hérin, Simone Riva)
3. Comme-ci, Comme-ça! – 2:39 (Naïf Hérin, Simone Riva)
4. Perlina – 4:20 (Naïf Hérin)
5. Banana – 3:08 (Naïf Hérin)
6. Dimmi Che Avrai Cura di Me – 3:36 (Naïf Hérin, Simone Riva)
7. A Metà – 3:35 (Naïf Hérin)
8. Senza Lei – 4:30 (Naïf Hérin)
9. Voglio – 2:59 (Naïf Hérin)
10. La Notte – 3:55 (Naïf Hérin)
11. Le Saut de L'épouse – 3:45 (Naïf Hérin)
12. Il Cantico della Luna – 3:19 (Naïf Hérin)

Durata totale: 42:22